# جيك تشايلدز
جيك تشايلدز (بالإنجليزية: Jake Childs)‏ هو مغني أمريكي، ولد في 30 سبتمبر 1976.

## وصلات خارجية
- الموقع الرسمي
- جيك تشايلدز على موقع ميوزك برينز (الإنجليزية)
- جيك تشايلدز على موقع ديسكوغز (الإنجليزية)